# National Grid
National Grid Plc est un gestionnaire de réseau de transport britannique faisant partie de l'indice FTSE 100. Il distribue du gaz et de l’électricité à environ 11 millions de consommateurs au Royaume-Uni et environ 3,3 millions de clients aux États-Unis (Massachusetts, État de New York, Rhode Island).

## Historique
L'entreprise est fondée en 1990.
En juin 2004, Crown Castle vend son réseau d'antennes relais au Royaume-Uni à National Grid, pour deux milliards de dollars.
En mars 2021, National Grid vend à PPL Corporation sa filiale américaine Narragansett Electric Company, active dans l'État de Rhode Island contre 3,8 milliards de dollars et dans le même temps acquiert à PPL Corporation sa filiale britannique WPD, spécialisée dans les réseaux électriques pour 7,8 milliards de livres, soit 10,9 milliards de dollars.
En février 2025, National Grid annonce la vente de ses activités d'énergies renouvelables aux États-Unis au fonds d'investissement Brookfield Asset Managemen pour 1,7 milliard de dollars.

## Principaux actionnaires
Au 24 janvier 2020
| Capital Research & Management (Global Investors)       | 4,12 % |
| BlackRock Fund Advisors                                | 2,94 % |
| Legal & General Investment Management                  | 2,88 % |
| The Vanguard Group                                     | 2,84 % |
| Norges Bank Investment Management                      | 2,82 % |
| Lazard Asset Management Pacific                        | 2,21 % |
| BlackRock Investment Management                        | 1,59 % |
| The Caisse de dépôt et placement du Québec             | 1,58 % |
| Standard Life Investments                              | 1,35 % |
| Abu Dhabi Investment Authority (Investment Management) | 1,34 % |

## Concurrents
- Centrica plc
- SSE plc